# Norwegian Long Haul
Norwegian Long Haul fue una aerolínea filial de Norwegian Air Shuttle que operaba vuelos de largo radio a Asia y a los Estados Unidos cuya flota estaba compuesta en exclusiva de aviones Boeing 787. 
La aerolínea Norwegian Long Haul disponía de un certificado de operador aéreo propio, aunque no operaba ninguna ruta para sí misma, realizaba únicamente servicios comercializados por su compañía matriz hacia Asia y América del Norte.

## Flota
La flota de la Aerolínea poseía a diciembre de 2020 una edad media de 5 años.
A fecha 25 de enero de 2021 Norwegian Long Haul no posee ningún avión.